# Camponotus buttikeri
Camponotus buttikeri är en myrart som beskrevs av Arnold 1958. Camponotus buttikeri ingår i släktet hästmyror, och familjen myror. Inga underarter finns listade.